# Lego Rock Band
Lego Rock Band es un videojuego que es desarrollado por Harmonix Music Systems. Pertenece a la serie Rock Band pero incorpora elementos de juegos de Lego. El juego es compatible con todos los controles musicales existentes. Se desea que el juego sea más amistoso y más orientado hacia la familia que otras instalaciones de Rock Band.
El Juego cuenta con una lista de canciones disponibles para las consolas de XBOX360, PlayStation 3 y Nintendo Wii, así como futuro material descargable (No disponible para Nintendo Wii

## Banda sonora
Las siguientes canciones están incluidas con el juego:
| Canción                                | Intérprete                   | Nintendo DS |
| -------------------------------------- | ---------------------------- | ----------- |
| "A-Punk"                               | Vampire Weekend              | Sí          |
| "Accidentally In Love"                 | Counting Crows               | Sí          |
| "Aliens Exist"                         | Blink-182                    |             |
| "Breakout"                             | Foo Fighters                 |             |
| "Check Yes Juliet"                     | We the Kings                 | Sí          |
| "Crash"                                | The Primitives               | Sí          |
| "Crocodile Rock"                       | Elton John                   |             |
| "Dig"                                  | Incubus                      |             |
| "Dreaming of You"                      | The Coral                    |             |
| "Every Little Thing She Does Is Magic" | The Police                   |             |
| "The Final Countdown"                  | Europe                       | Sí          |
| "Fire"                                 | Jimi Hendrix                 |             |
| "Free Fallin'"                         | Tom Petty                    | Sí          |
| "Ghostbusters"                         | Ray Parker Jr.               | Sí          |
| "Girls and Boys"                       | Good Charlotte               | Sí          |
| "Grace"                                | Supergrass                   | Sí          |
| "I Want You Back"                      | Jackson 5                    | Sí          |
| "In Too Deep"                          | Sum 41                       | Sí          |
| "Kung Fu Fighting"                     | Carl Douglas                 | Sí          |
| "Let's Dance"                          | David Bowie                  | Sí          |
| "Life is a Highway"                    | Rascal Flatts                | Sí          |
| "Make Me Smile (Come Up and See Me)"   | Steve Harley & Cockney Rebel |             |
| "Monster"                              | The Automatic                | Sí          |
| "Naïve"                                | The Kooks                    |             |
| "The Passenger"                        | Iggy Pop                     | Sí          |
| "Real Wild Child"                      | Everlife                     |             |
| "Ride a White Swan"                    | T. Rex                       |             |
| "Rooftops (A Liberation Broadcast)"    | Lostprophets                 |             |
| "Ruby"                                 | Kaiser Chiefs                | Sí          |
| "Short & Sweet"                        | Spinal Tap                   |             |
| "So What"                              | Pink                         | Sí          |
| "Song 2"                               | Blur                         | Sí          |
| "Stumble and Fall"                     | Razorlight                   |             |
| "Suddenly I See"                       | KT Tunstall                  | Sí          |
| "Summer of '69"                        | Bryan Adams                  |             |
| "Swing, Swing"                         | The All-American Rejects     | Sí          |
| "Thunder"                              | Boys Like Girls              |             |
| "Tick Tick Boom"                       | The Hives                    |             |
| "Two Princes"                          | Spin Doctors                 | Sí          |
| "Valerie"                              | The Zutons                   |             |
| "Walking on Sunshine"                  | Katrina & the Waves          | Sí          |
| "We Are the Champions"                 | Queen                        | Sí          |
| "We Will Rock You"                     | Queen                        | Sí          |
| "Word Up!"                             | Korn                         |             |
| "You Give Love a Bad Name"             | Bon Jovi                     |             |

## DLC/Export Code
Este título es el primer juego de Rock Band enfocado a un público menor, esto quiere decir que solamente las canciones catalogadas como "Para Toda La Familia" son compatibles con este título además de la librería del título original de Rock Band también es compatible con el DLC (Contenido Descargable) descargado con anterioridad con la restricción de que sea apto para toda la familia.
Al igual que otros títulos originales de Rock Band, Lego Rock Band tiene la posibilidad de exportar su librería de canciones a otros títulos de Rock Band (Rock Band, Rock Band 2 y Rock Band 3). Por medio de un código incluido dentro de cada copia original de Lego Rock Band se ingresa a www.rockband.com/lego-export e inmediatamente la página pedirá el código y un correo electrónico para enviar otro código más el cual lo ingresamos en la In-Game Store del título (Lego Rock Band) y por una cantidad de $9.99 USD (800 Microsoft Points) (Nota: Se requiere de una conexión a internet / Todas las canciones del título Lego Rock Band son exportables a Rock Band, Rock Band 2 y Rock Band 3 / Esta opción solo está disponible para los usuarios de XBOX360 y PlayStation 3 dejando no disponibilidad a los usuarios de Nintendo Wii)